# Telatrygon zugei
Telatrygon zugei es una especie de pez de la familia Dasyatidae en el orden de los Rajiformes.

## Morfología
Los machos pueden llegar alcanzar los 29 cm de longitud total.

## Alimentación
Come organismos bentónicos, principalmente peces  y crustáceos pequeños.

## Reproducción
Es ovíparo.

## Hábitat
Es un pez de mar y de clima tropical demersal.

## Distribución geográfica
Se encuentra desde la India hasta el sur del Japón, Birmania, Malasia, Indonesia, la China e Indochina.

## Observaciones
Es inofensivo para los humanos.